# Geosciurus
Geosciurus (лат.) — род из подсемейства наземных белок (Xerinae) семейства беличьих (Sciuridae), который долгое время рассматривался как подрод рода Xerus.

## Распространение
Представители Geosciurus обитают в самых засушливых районах юга Африки (Анголы, Ботсваны, Намибии и Южной Африки).

## Описание
Длина тела (без хвоста) 225—290 мм, длина хвоста 194—282 мм; масса тела 423—649 г.
У них более крепкое телосложение, чем у белок, маленькие уши и короткая шерсть. Первоначально в 1834 году Geosciurus был описан Энlрю Смитом в качестве самостоятельного рода, но уже в 1839 году Джордж Роберт Уотерхаус уже признал, что его следует отнести к роду Xerus как его подрод.

## Систематика

### Этимология
Geosciurus: гр. γεω- geō- «земля-», от γη gē «земля»; род Sciurus Linnaeus, 1758 (белка)

### Состав рода
Таксоны традиционно относили к Xerus как подроду, однако генетические данные показывают, что это отдельный род. Род включает следующие виды:
| Изображение | Научное название                      | Русское название         | Распространение                                                                   |
| ----------- | ------------------------------------- | ------------------------ | --------------------------------------------------------------------------------- |
|             | Geosciurus inauris (Zimmermann, 1780) | Капская земляная белка   | юг Африки от Южной Африки до Ботсваны и Намибии, включая национальный парк Этоша. |
|             | Geosciurus princeps Thomas, 1929      | Дамарская земляная белка | с юга Анголы до юга Намибии и на юг до национального парка Рихтерсвельд.          |